# Enrique de Stolberg-Wernigerode
El Conde Enrique de Stolberg-Wernigerode (25 de septiembre de 1772, Castillo de Wernigerode - 16 de febrero de 1854, Castillo de Wernigerode) sucedió a su padre en 1824 como gobernante del Condado de Wernigerode.

## Biografía
El Conde Enrique era el hijo mayor del Conde Cristián Federico de Stolberg-Wernigerode (1746-1824) la Condesa Augusta Leonor de Stolberg-Stolberg (1748-1821). Era un miembro de la familia noble de los Condes de Stolberg.
Enrique de Stolberg-Wernigerode fue educado por tutores privados y estudió hasta 1790 (con una interrupción en 1789 por el tumulto de la revolución) en Estrasburgo. Después continuó sus estudios en Gotinga. Después de completar sus estudios, se dedicó a la administración de sus territorios. Después de que fracasaran sus intentos para impedir la mediatización de su casa como parte del Reichsdeputationshauptschluss, se puso del lado de Napoleón Bonaparte, y se convirtió en Oberstallmeister en el Reino de Westfalia. De 1808 a 1813 fue miembro de la Dieta del Reino de Westfalia.
De 1813 a 1815, sirvió en el Gobierno General entre el Weser y el Rin como administrador del distrito de Osterwieck (el Gobierno General era un provincia temporal de Prusia, para administrar los territorios que habían sido liberados por los franceses durante la Guerra de la Sexta Coalición). Durante el Congreso de Viena, todos los territorios del Condado de Stolberg fueron adjudicados al Conde Enrique.
Desde 1825 fue un miembro del Consejo de Estado Prusiano. De 1825 a 1854 también fue un miembro del Consejo provincial de la prusiana Provincia de Sajonia; de 1847 a 1848 fue un miembro de la Dieta Unida de todas las provincias prusianas. De 1824 a 1854, gobernó sobre el condado de Wernigerode en el distrito de Magdeburgo de la prusiana provincia de Sajonia. Como noble, era miembro hereditario de la Cámara Alta de los Estados Generales en el Reino de Hannover y también en el Gran Ducado de Hesse. El Conde Enrique era canónigo de la catedral en Halberstadt, Caballero de la Real Orden del Águila Negra prusiana y un miembro de la Orden de San Juan.
En 1853 adquirió la Mansión Bruch, una mansión en las cercanías de Hattingen.  La fábrica Henrichshütte en Hattingen fue nombrada en su honor. La factoría inició sus operaciones en 1854, el año de su muerte.

## Matrimonio e hijos
El 4 de agosto de 1799 contrajo matrimmonio con su primera esposa, la Princesa Johanna (Jenny) von Schönburg-Waldenburg (4 de octubre de 1780 - 29 de agosto de 1809). El 30 de diciembre de 1810, contrajo matrimonio con su segunda esposa, la Baronesa Eberhardine von der Reck, la hija del Ministro de Estado Prusiano Eberhard von der Reck (25 de enero de 1785 - 24 de octubre de 1852).
Hijos de su primer matrimonio con la Princesa Jenny von Schönburg-Waldenburg:
- Condesa Leonor (1801-1827)

desposó en 1819 al Príncipe Enrique LXIII de Reuss-Köstritz.
- Hermann (1802-1841), Conde de Stolberg-Wernigerode

desposó en 1831 a la Condesa Emma de Erbach-Fürstenau (1811-1889, bisnieta del Conde Jorge Alberto III de Erbach-Fürstenau); su hijo fue Otón de Stolberg-Wernigerode.
- Conde Bernardo (1803-1824)
- Conde Botho (1805-1881)

desposó en 1843 a la Condesa Adelaida de Erbach-Fürstenau (1822-1881, hermana de anteriormente mencionada Emma).
Hijos de su segundo matrimonio con la Baronesa Eberhardine von der Reck:
- Condesa Carolina (1806-1896)

desposó en 1828 al Príncipe Enrique LXIII de Reuss-Köstritz.
- Conde Eudardo y Conde Cristóbal (gemelos; 1808-1808)
- Conde Rodolfo (1809-1867)

desposó en 1851 a la Condesa Augusta de Stolberg-Wernigerode (1823-1864)